# Балахніно
Балахніно́ (рос. Балахнино) — присілок у складі Яшкинського округу Кемеровської області, Росія.

## Населення
Населення — 93 особи (2010; 136 у 2002).
Національний склад (станом на 2002 рік):
- росіяни — 96 %